# Oscar za nejlepší původní scénář
Cena Akademie za nejlepší původní scénář (Academy Award for Best Original Screenplay) je jedna z cen, kterou každoročně uděluje americká Akademie filmového umění a věd, nejlepším filmům. Cena se uděluje scenáristům za scénář k filmu, který není založen na dříve publikovaném díle. Cena se uděluje od roku 1940. Scénářům k filmům, které jsou založené na dříve publikovaném díle, je určena Cena Akademie za nejlepší adaptovaný scénář.

## Vítězové

### Čtyřicátá léta
| Rok  | Scenárista                            | Film                                  |
| ---- | ------------------------------------- | ------------------------------------- |
| 1940 | Preston Sturges                       | Mocný McGinty                         |
| 1941 | Herman J. Mankiewicz, Orson Welles    | Občan Kane                            |
| 1942 | Ring Lardner, Michael Kanin           | Nejprve stvořil ženu                  |
| 1943 | Norman Krasna                         | Princess O'Rourke                     |
| 1944 | Lamar Trotti                          | Prezident Wilson                      |
| 1945 | Richard Schweizer                     | Marie Luisa                           |
| 1946 | Muriel Box, Sydney Box                | Sedmý závoj                           |
| 1947 | Sidney Sheldon                        | The Bachelor and the Bobby-Soxer      |
| 1948 | udělena pouze cena za nejlepší scénář | udělena pouze cena za nejlepší scénář |
| 1949 | Robert Pirosh                         | Bojiště                               |

### Padesátá léta
| Rok  | Scenárista                                                       | Film               |
| ---- | ---------------------------------------------------------------- | ------------------ |
| 1950 | Charles Brackett, Donald McGill Marshman, Billy Wilder           | Sunset Blvd.       |
| 1951 | Alan Jay Lerner                                                  | Američan v Paříži  |
| 1952 | T. E. B. Clarke                                                  | Zlaté věže         |
| 1953 | Charles Brackett, Walter Reisch, Richard L. Breen                | Titanic            |
| 1954 | Budd Schulberg                                                   | V přístavu         |
| 1955 | Sonya Levien, William Ludwig                                     | Interrupted Melody |
| 1956 | Albert Lamorisse                                                 | Červený balónek    |
| 1957 | George Wells                                                     | Módní návrhářka    |
| 1958 | Nedrick Young, Harold Jacob Smith                                | Útěk v řetězech    |
| 1959 | Stanley Shapiro, Maurice Richlin, Clarence Greene, Russell Rouse | Noční rozhovor     |

### Šedesátá léta
| Rok  | Scenárista                                        | Film                         |
| ---- | ------------------------------------------------- | ---------------------------- |
| 1960 | Billy Wilder, I. A. L. Diamond                    | Byt                          |
| 1961 | William Inge                                      | Třpyt v trávě                |
| 1962 | Ennio de Concini, Pietro Germi, Alfredo Giannetti | Rozvod po italsku            |
| 1963 | James R. Webb                                     | Jak byl dobyt Západ          |
| 1964 | Peter Stone, Frank Tarloff                        | Father Goose                 |
| 1965 | Frederic Raphael                                  | Drahoušek                    |
| 1966 | Claude Lelouch, Pierre Uytterhoeven               | Muž a žena                   |
| 1967 | William Rose                                      | Hádej, kdo přijde na večeři  |
| 1968 | Mel Brooks                                        | Producenti                   |
| 1969 | William Goldman                                   | Butch Cassidy a Sundance Kid |

### Sedmdesátá léta
| Rok  | Scenárista                              | Film                 |
| ---- | --------------------------------------- | -------------------- |
| 1970 | Francis Ford Coppola, Edmund H. North   | Generál Patton       |
| 1971 | Paddy Chayefsky                         | Nemocnice            |
| 1972 | Jeremy Larner                           | Kandidát             |
| 1973 | David S. Ward                           | Podraz               |
| 1974 | Robert Towne                            | Čínská čtvrť         |
| 1975 | Frank Pierson                           | Psí odpoledne        |
| 1976 | Paddy Chayefsky                         | Televizní společnost |
| 1977 | Woody Allen                             | Annie Hallová        |
| 1978 | Robert C. Jones, Waldo Salt, Nancy Dowd | Návrat domů          |
| 1979 | Steve Tesich                            | A co dál...          |

### Osmdesátá léta
| Rok  | Scenárista                                      | Film                       |
| ---- | ----------------------------------------------- | -------------------------- |
| 1980 | Bo Goldman                                      | Melvin a Howard            |
| 1981 | Colin Welland                                   | Ohnivé vozy                |
| 1982 | John Briley                                     | Gándhí                     |
| 1983 | Horton Foote                                    | Něžné milosti              |
| 1984 | Robert Benton                                   | Místa v srdci              |
| 1985 | William Kelley, Pamela Wallace, Earl W. Wallace | Svědek                     |
| 1986 | Woody Allen                                     | Hana a její sestry         |
| 1987 | John Patrick Shanley                            | Pod vlivem úplňku          |
| 1988 | Ronald Bass, Barry Morrow                       | Rain Man                   |
| 1989 | Tom Schulman                                    | Společnost mrtvých básníků |

### Devadesátá léta
| Rok  | Scenárista                     | Film                              |
| ---- | ------------------------------ | --------------------------------- |
| 1990 | Bruce Joel Rubin               | Duch                              |
| 1991 | Callie Khouri                  | Thelma a Louise                   |
| 1992 | Neil Jordan                    | Hra na pláč                       |
| 1993 | Jane Campion                   | Piano                             |
| 1994 | Quentin Tarantino, Roger Avary | Pulp Fiction: Historky z podsvětí |
| 1995 | Christopher McQuarrie          | Obvyklí podezřelí                 |
| 1996 | Ethan Coen, Joel Coen          | Fargo                             |
| 1997 | Ben Affleck, Matt Damon        | Dobrý Will Hunting                |
| 1998 | Marc Norman, Tom Stoppard      | Zamilovaný Shakespeare            |
| 1999 | Alan Ball                      | Americká krása                    |

### První desetiletí 21. století
| Rok  | Scenárista                                     | Film                          |
| ---- | ---------------------------------------------- | ----------------------------- |
| 2000 | Cameron Crowe                                  | Na pokraji slávy              |
| 2001 | Julian Fellowes                                | Gosford Park                  |
| 2002 | Pedro Almodóvar                                | Mluv s ní                     |
| 2003 | Sofia Coppola                                  | Ztraceno v překladu           |
| 2004 | Charlie Kaufman, Michel Gondry, Pierre Bismuth | Věčný svit neposkvrněné mysli |
| 2005 | Paul Haggis, Bobby Moresco                     | Crash                         |
| 2006 | Michael Arndt                                  | Malá Miss Sunshine            |
| 2007 | Diablo Cody                                    | Juno                          |
| 2008 | Dustin Lance Black                             | Milk                          |
| 2009 | Mark Boal                                      | Smrt čeká všude               |

### Druhé desetiletí 21. století
| Rok  | Scenárista                                                                | Film              |
| ---- | ------------------------------------------------------------------------- | ----------------- |
| 2010 | David Seidler                                                             | Králova řeč       |
| 2011 | Woody Allen                                                               | Půlnoc v Paříži   |
| 2012 | Quentin Tarantino                                                         | Nespoutaný Django |
| 2013 | Spike Jonze                                                               | Ona               |
| 2014 | Alejandro G. Iñárritu, Nicolás Giacobone, Alexander Dinelaris, Armando Bo | Birdman           |
| 2015 | Tom McCarthy, Josh Singer                                                 | Spotlight         |
| 2016 | Kenneth Lonergan                                                          | Místo u moře      |
| 2017 | Jordan Peele                                                              | Uteč              |
| 2018 | Nick Vallelonga, Brian Currie, Peter Farrelly                             | Zelená kniha      |
| 2019 | Pong Čun-ho, Han Jin-won                                                  | Parazit           |

### Třetí desetiletí 21. století
| Rok  | Scenárista                    | Film                     |
| ---- | ----------------------------- | ------------------------ |
| 2020 | Emerald Fennell               | Nadějná mladá žena       |
| 2021 | Kenneth Branagh               | Belfast                  |
| 2022 | Daniel Kwan, Daniel Scheinert | Všechno, všude, najednou |
| 2023 | Arthur Harari, Justine Triet  | Anatomie pádu            |
| 2024 | Sean Baker                    | Anora                    |